# Look Hear?
Look Hear? ist das siebte Studioalbum von 10cc, veröffentlicht im Jahr 1980.
Das Album erreichte Platz 35 im Vereinigten Königreich und Platz 180 in den Vereinigten Staaten. Das Cover wurde vom Team Hipgnosis erstellt. Aus dem Album wurden zwei Singles ausgekoppelt: One Two Five (Edit) und It Doesn't Matter at All.

## Kritik
Dave Thompson von Allmusic vergab drei von fünf Sternen. Er schrieb, die Überraschung zum Zeitpunkt der Veröffentlichung sei gewesen, dass das Album so gut war, wie es ist. Aber der Enthusiasmus habe der Band gefehlt. Einige Songs seien halbherzig, sie gingen zum Teil zum einen Ohr hinein und zum anderen heraus.

## Titelliste
1. One Two Five (Graham Gouldman, Eric Stewart) – 5:21
2. Welcome to the World (Rick Fenn, Duncan Mackay) – 3:43
3. How'm I Ever Gonna Say Goodbye (Fenn, Gouldman) – 3:38
4. Don't Send We Back (Fenn) – 3:20
5. I Took You Home (Stewart) – 5:18
6. It Doesn't Matter At All (Gouldman, Stewart) – 4:01
7. Dressed To Kill (Gouldman, Stewart) – 3:26
8. Lovers Anonymous (Gouldman, Stewart) – 5:06
9. I Hate To Eat Alone (Gouldman) – 2:57
10. Strange Lover (Gouldman, Stewart) – 3:44
11. L.A. Inflatable (Gouldman, Stewart) – 4:32
12. One-Two-Five [Edited Single Version] – 4:04
13. Only Child – 3:13

(Die Songs 12 und 13 sind Bonustracks (GB 2008 Remastered Version))			

## Besetzung
- Eric Stewart: Lead-Gesang, Gitarren, E-Piano, Vocoder, Slide-Gitarre, Marraca, Percussion
- Graham Gouldman: Gesang, Bass, Gitarren, Congas
- Paul Burgess: Schlagzeug, Percussion, Marimba, Pauken
- Duncan Mackay: Yamaha CS80, Orgel, Clavinet Duo, Cembalo, Vocoder, Röhrenglocken, E-Piano
- Rick Fenn: Gesang, Gitarre, Gesang
- Stuart Tosh: Background-Gesang, Perkussion, Pauke